# 230759 Anishahosadurga
230759 Anishahosadurga è un asteroide della fascia principale. Scoperto nel 2003, presenta un'orbita caratterizzata da un semiasse maggiore pari a 3,0491621 au e da un'eccentricità di 0,2234448, inclinata di 7,67924° rispetto all'eclittica.
L'asteroide è dedicato alla statunitense Anisha Hosadurga, responsabile del controllo di navigazione della sonda New Horizons.